# Yacimientos arqueológicos y paleontológicos de la cuenca de Guadix-Baza

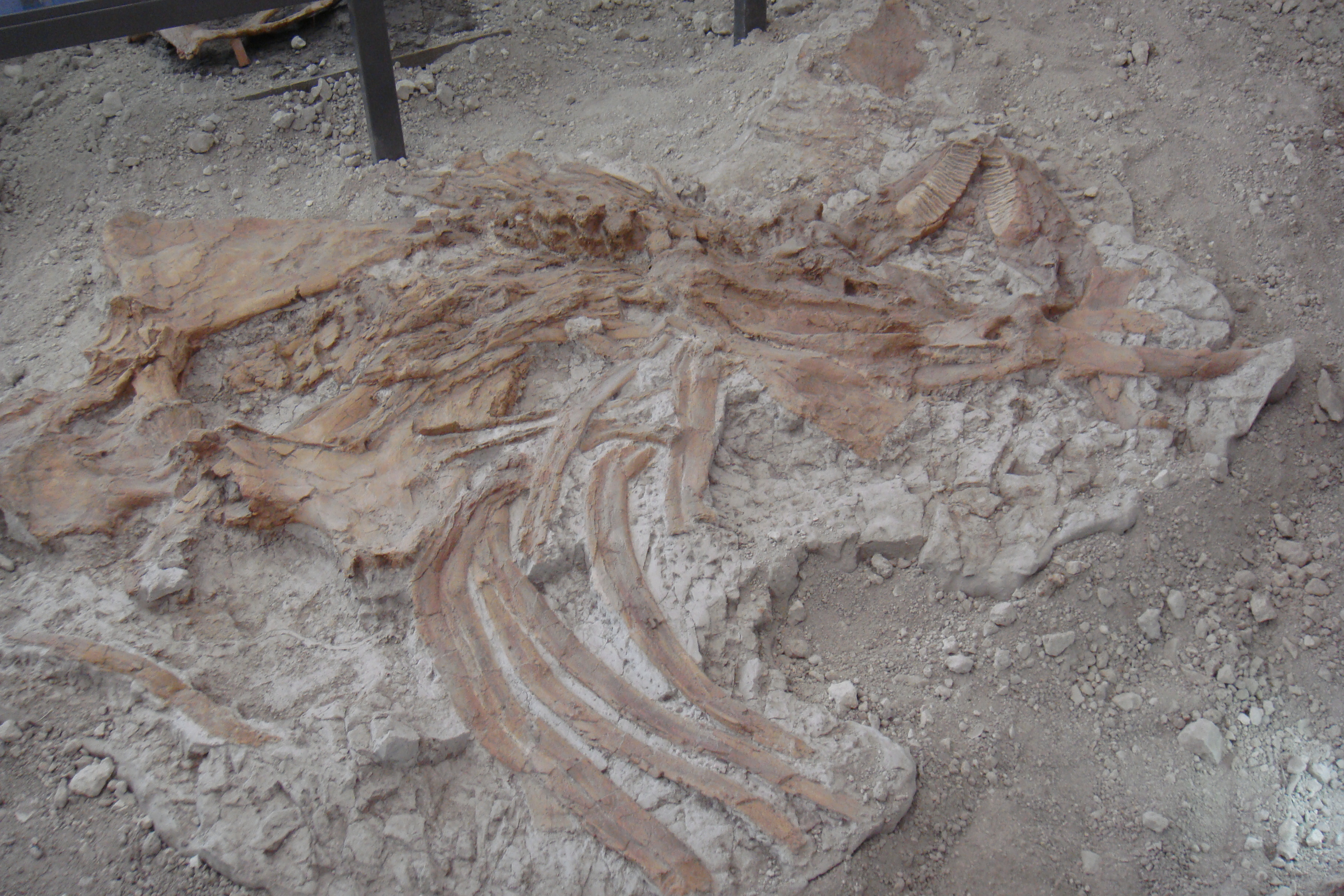
Restos paleontológicos de Mammuthus meridionalis, exhibido en el Museo de Prehistoria de Orce

Los yacimientos arqueológicos y paleontológicos de la cuenca de Guadix-Baza son un conjunto de sitios arqueológicos y paleontológicos situados en la provincia de Granada (España) que han producido gran cantidad de restos de fauna, industria lítica y restos paleoantropológicos de gran importancia del Pleistoceno inferior. Entre ellos se encuentran dos fósiles que podrían ser los más antiguos de homínidos de Europa occidental: el conocido como hombre de Orce o VM-0 y el niño de Orce.
En 2022 fueron considerados por la National Geographic Society como uno de los 17 yacimientos paleontológicos más importantes de la península ibérica.

## Geología de la zona

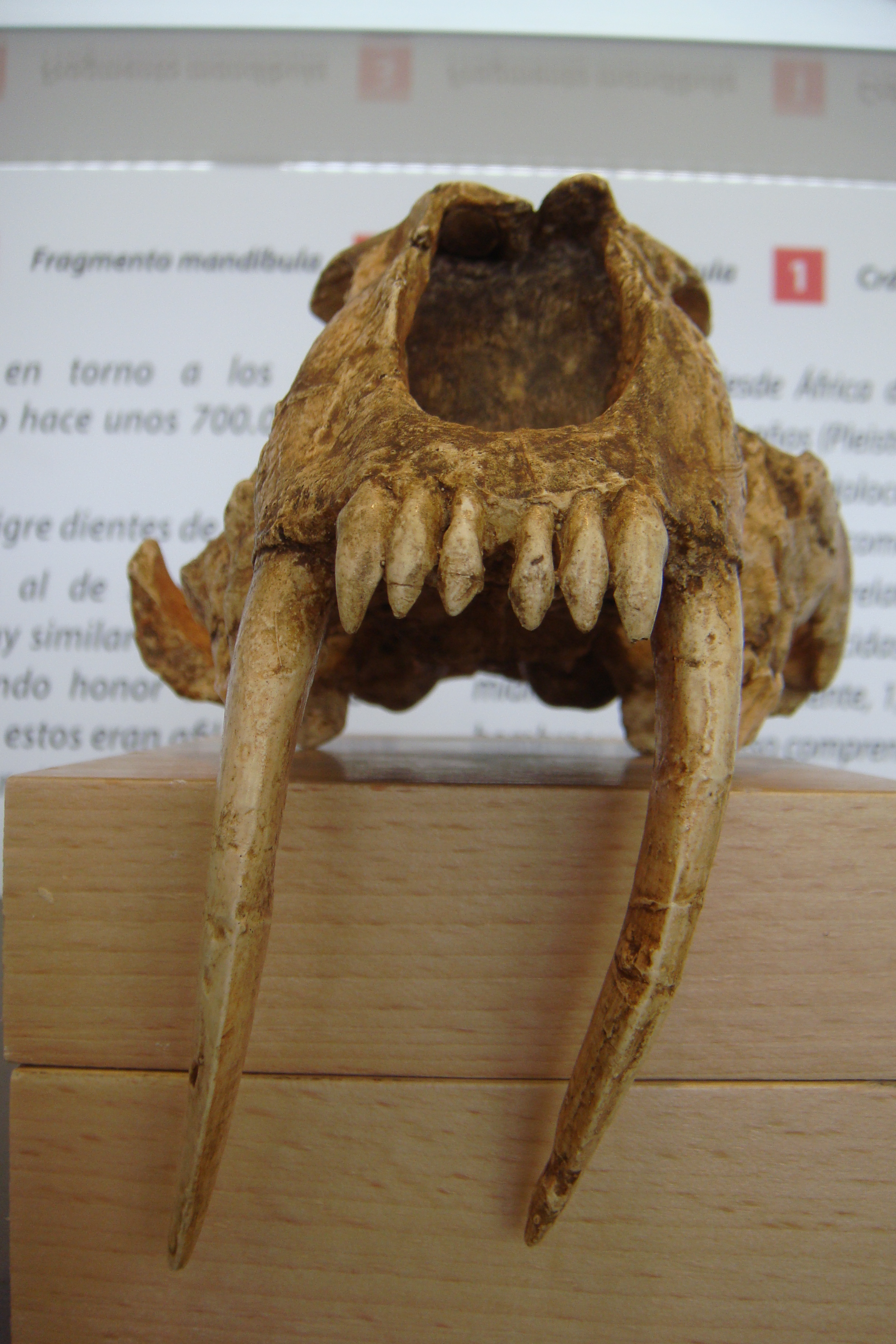
Tigre dientes de sable en el Museo de Prehistoria de Orce.

Geológicamente, la región de Orce está situada en la depresión intramontañosa de Guadix-Baza, cuyos bordes los forman materiales de la Zona Interna y de la Zona Externa de la cordillera Bética. Esta depresión  ha sido rellenada por materiales continentales a partir del Mioceno terminal, período en el que dejó de tener influencia marina, convirtiéndose  en un gran lago, del cual el sector de Orce representa la orilla NNE; allí quedaron fosilizados los restos de grandes vertebrados que aparecen hoy en las excavaciones, y, al parecer, también vivieron nuestros antepasados más antiguos de Europa.
Los sedimentos que rellenaron esta parte de la cuenca tienen edades comprendidas entre el Plioceno y el Cuaternario (Plioceno-Pleistoceno, 5,3 millones de años a 10 000 años). Estos sedimentos se pueden dividir de forma general en dos tipo: sedimentos fluviales depositados por ríos que entraban en el lago durante determinados períodos de tiempo, y sedimentos lacustres. Ambos tipos se disponen alternantes entre sí, formando ciclos sedimentarios que comenzaban con el depósito de los materiales fluviales y acababa con los lacustres. Esta alternancia parece responder fundamentalmente a cambios climáticos, aunque seguro que en parte intervinieron reajustes tectónicos que reactivaban los relieves circundantes y con ello su erosión y un mayor aporte sedimentario.
Las características geomorfológicas de la región, con un modelado en bad-lands y el hecho de que las alternancias se dispongan prácticamente horizontales, le da unas características de observación excepcionales y permite, en ocasiones, seguir los niveles durante centenares de metros.
Los materiales fluviales representados son principalmente conglomerados, arenas y lutitas, de colores algo rojizos que resaltan sobre el blanco de las calizas y margas lacustres. Es precisamente en los sedimentos lacustres donde se han encontrado los yacimientos paleontológicos.

## Yacimientos

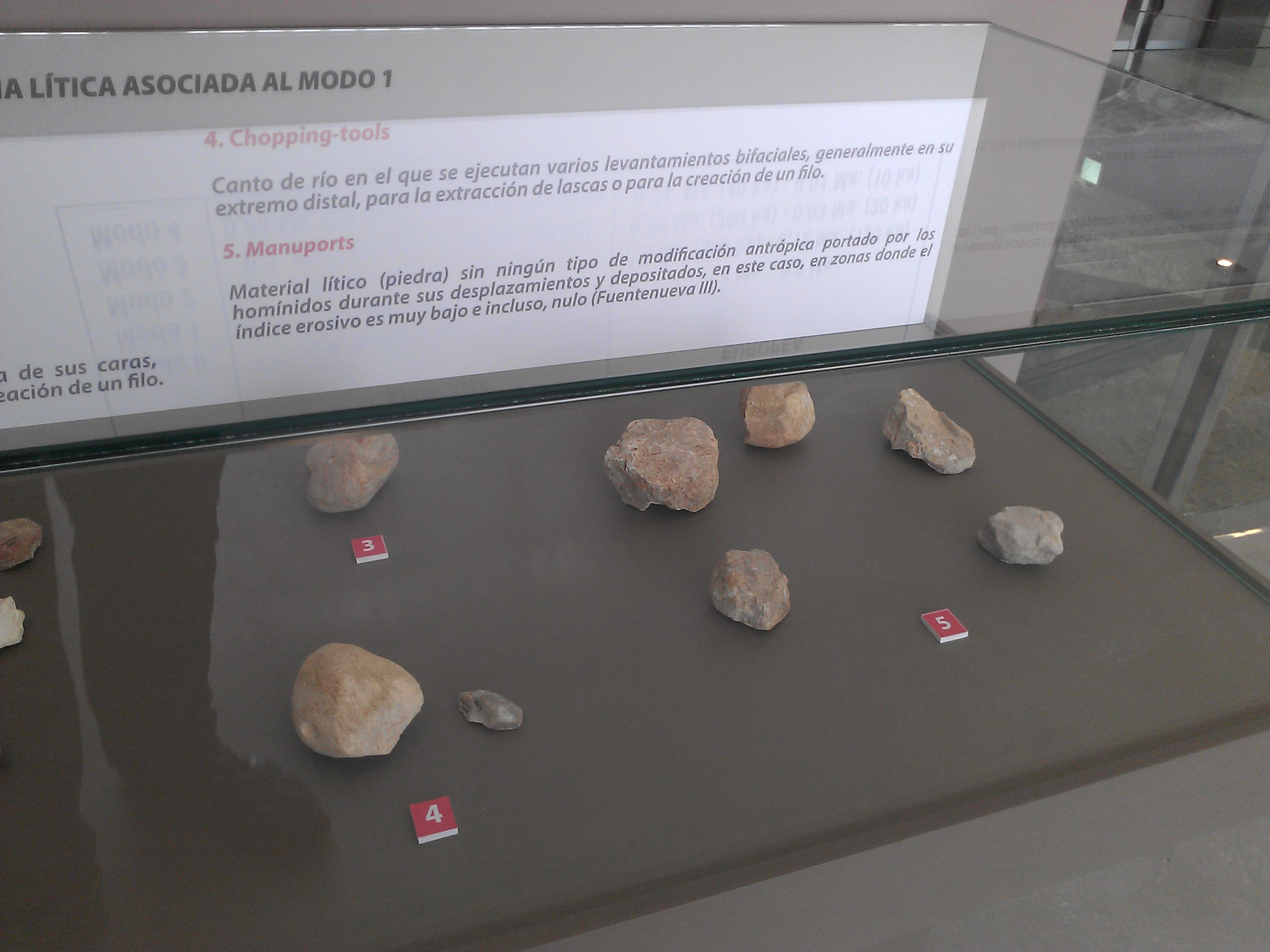
Industria lítica encontrada en el yacimiento Fuente Nueva III

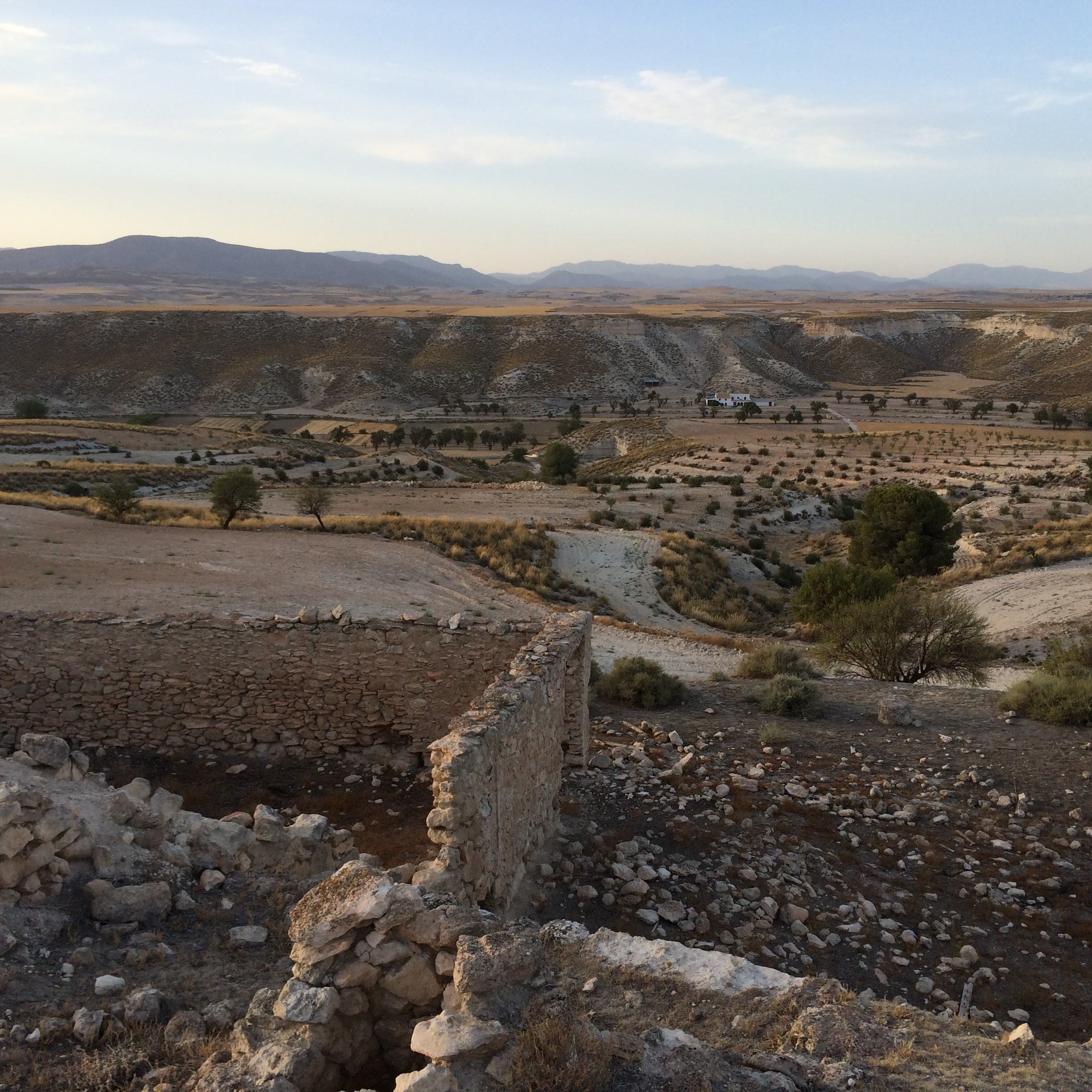
Barranco León

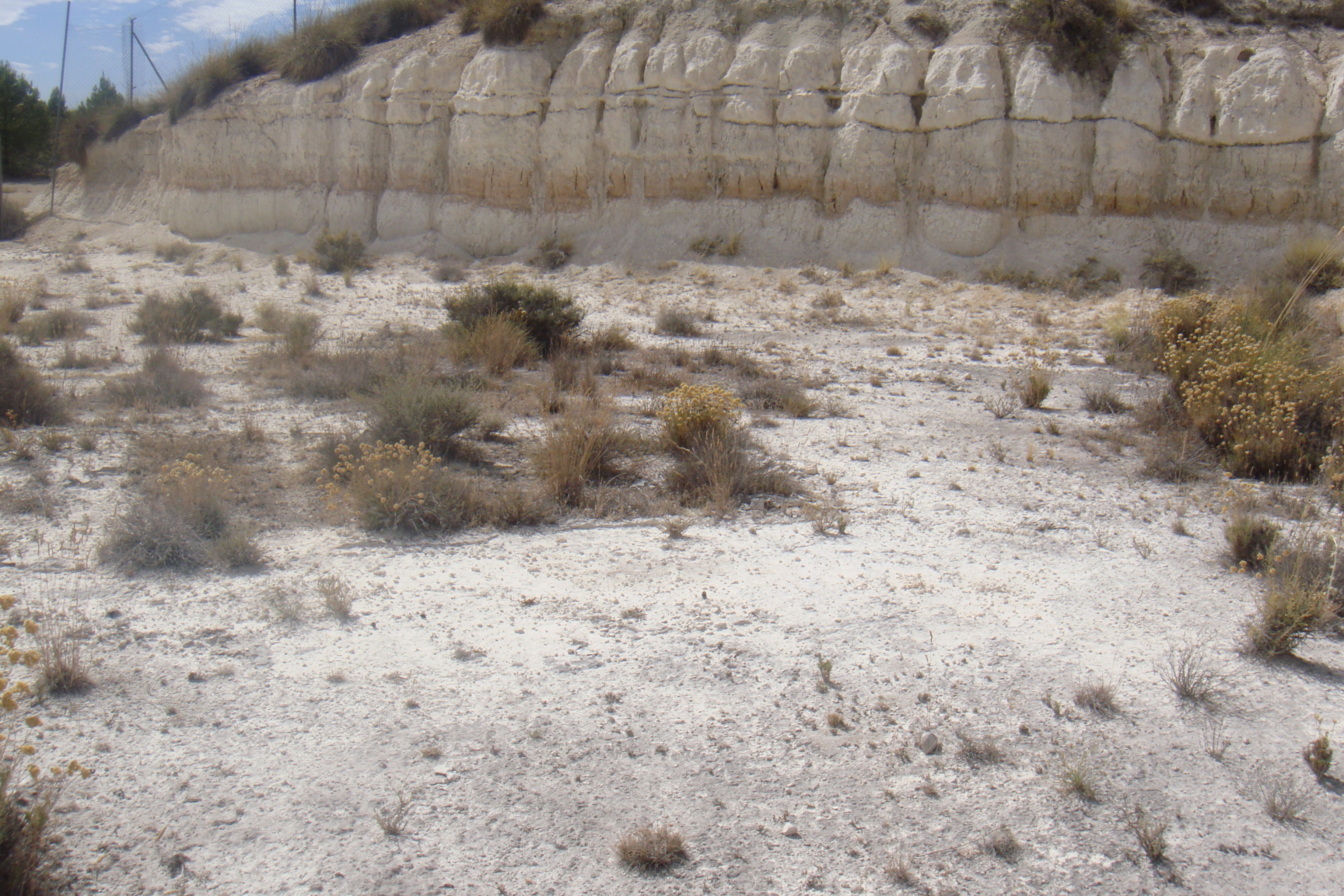
Venta Micena. Zona de excavación antigua

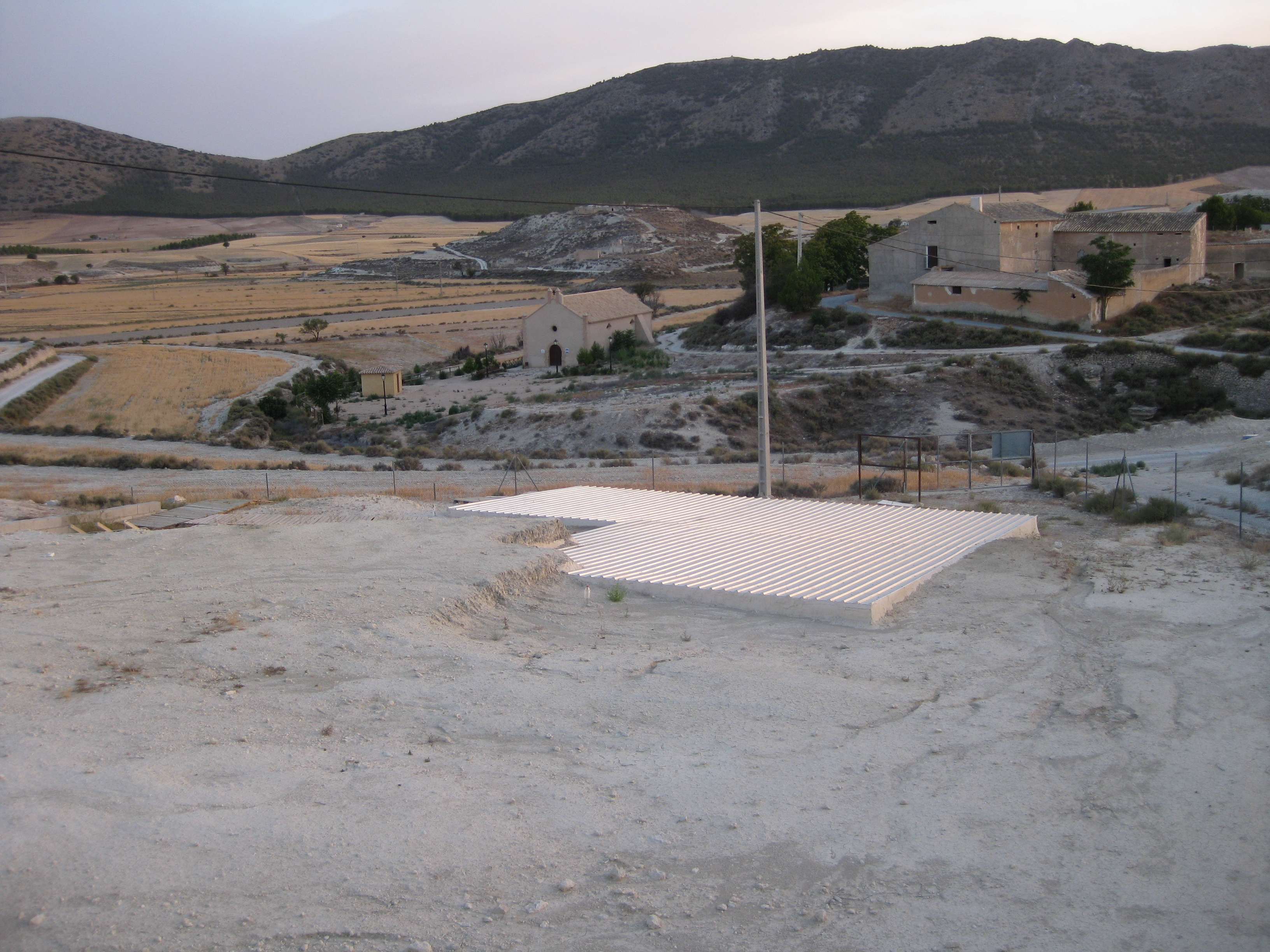
Yacimiento de Fuente Nueva 3

Los yacimientos se pueden dividir básicamente en dos tipos: los yacimientos de microvertebrados y los yacimientos de macrovertebrados. Los primeros, junto con otros métodos, son interesantes para poder asignarle una edad a los materiales en los que aparecen, pero los realmente interesantes y espectaculares por su riqueza son los yacimientos de macrovertebrados. En ellos han aparecido fósiles de grandes mamíferos como hipopótamos, elefantes, tigres de diente de sable, hienas, caballos, ciervos, búfalos, osos, etc. La procedencia de parte de esta fauna es africana mientras que el resto procede de Asia y de fauna ya evolucionada de Europa. Junto a restos de algunos de los anteriores mamíferos, se han encontrado artefactos líticos tallados en sílex por el hombre hace más de un millón de años, lo que los convierte en los restos de actividad humana más antiguos de Europa encontrados hasta ahora.
En la actualidad, los trabajos arqueológico se están llevando a cabo por el equipo científico de la Universidad de Granada, a cargo del profesor Juan Manuel Jiménez Arenas, el cual recibió la dirección del proyecto por cuatro años (2017-2020). Los estudios anteriores a estas fechas fueron dirigidos por el IPHES.
Los principales yacimientos del Paleolítico son:
- Barranco León
- Venta Micena
- Barranco del Paso
- Fuente Nueva 3

### Barranco León
37°43′26.5620″N 02°27′02.8230″O / 37.724045000, -2.450784167
El yacimiento se encuentra, según varias dataciones, en un intervalo de antigüedad entre 1,2 y 1,4 millones de años.
En este yacimiento se encontró el resto humano que podría ser el más antiguo de Europa Occidental con 1,4 millones de años, dentro del Pleistoceno. Es conocido como el niño de Orce y se corresponde con una muela de la dentición de leche de un niño o niña de unos 10 años y de una especie del género Homo todavía sin especificar.
Excavado en 1995 por Gibert y en 1999 y 2000 por Martínez Fernández y Toro. Se encuentran dos estratos con restos, BL1 y BL5. El primero con restos de fauna mal conservados y el otro con muchos restos de mamíferos e industria lítica (una 150 piezas, casi todas lascas y algún núcleo de sílex). Debió ser una zona lacustre. El tipo de industria lítica encontrada, como en Fuente Nueva 3, son núcleos de los que se han obtenido lascas por medio de un percutor duro y que correspondería a un tipo de tallado del modo 1.
Entre los grandes mamíferos presentes se encuentran: Hippopotamus antiquus, Equus altidens, Felidae cf. Homotherium sp., Megaloceros sp. y Bovini gen. et indet.
El yacimiento está catalogado por el Instituto Geológico y Minero de España como AND331.

### Venta Micena
Fue el primero, en 1976, en ser excavado y en él se descubrió el polémico fósil conocido como hombre de Orce en 1982, además de una enorme cantidad de mamíferos, uno de los yacimientos con mayor diversidad animal del mundo, pero sin ningún hallazgo de industria lítica.
El yacimiento está catalogado por el Instituto Geológico y Minero de España como AND333.

### Barranco del Paso
Prospectado por Gibert 1989 y excavado, por primera vez en 1991 se encontraron piezas talladas en caliza asociadas a la misma fauna que Venta Micena. En 2001 se realizó otra excavación.
La falta de algunos permisos han hecho imposible su excavación completa.
La fauna más significativa y excepcional son restos de un hipopótamo parecido al africano y molares de mamut.

### Fuente Nueva 1
https://www.academia.edu/1029347/Excavaci%C3%B3n_de_urgencia_en_el_yacimiento_paleontol%C3%B3gico_Fuentenueva-1_Orce_Granada_

### Fuente Nueva 3
37°43′4.3″N 2°24′22.2″O / 37.717861, -2.406167
Fuente Nueva 3, o Fuentenueva III, es un importante yacimiento de fósiles de mamíferos y restos de industria lítica. Fue encontrado casualmente en 1992. Se han encontrado restos de grandes mamíferos, destacando el esqueleto de un gran mamut de más de 4 metros de altura y 70 años desenterrado en 2011.
El yacimiento está catalogado por el Instituto Geológico y Minero de España como AND332.

## Fósiles de homininos

### Niño de Orce
El BL02-J54-100 o Niño de Orce, un diente de leche que podría ser el resto humano más antiguo de Europa occidental, es un fósil de Homo sp. de unos 1,4 millones de años descubierto por el equipo de Bienvenido Martínez Navarro en 2002. Fue reconocido como resto homínido en 2008 y hecho público, en 2013, por I. Toro-Moyano et al.

### Hombre de Orce
VM-0 es la denominación de catálogo de un fósil, conocido como Hombre de Orce, que consiste en parte del cráneo de lo que podría ser un Homo sp. de una antigüedad de 1,3-1,6 millones de años.